# Dấu binh lửa
Dấu binh lửa là một thiên tùy bút do tác giả Phan Nhật Nam thực hiện vào tháng 2 năm 1970 tại Tây Ninh.

## Lịch sử
Theo tự thuật, vào thời điểm khởi thảo, tác giả đã ở tiểu đoàn nhảy dù được 8 năm (1963 - 1970) và đây là trứ tác đầu tay của ông, mà ông gọi là cuốn bi kí về đời lính chiến.
Tác phẩm phác đôi nét về 8 năm "ở lính", kể sơ lược từ thời điểm tháng 11 năm 1963 khi nhân vật Tôi vừa tất nghiệp khóa 18 Võ Bị Quốc Gia với hàm thiếu úy, được cử đi căn cứ không quân Biên Hòa trình diện Tiểu đoàn 07 Nhảy Dù. Sau đó tường thuật từng năm một, khi nhân vật Tôi trải qua những tháng ngày gian khổ vừa dự các khóa huấn luyện vừa nhận sự vụ lệnh điều về các địa bàn "nguy hiểm" ở vùng IV chiến thuật, có những lúc bị "lột lon" vì quậy trong sinh hoạt quân ngũ. Đỉnh điểm là chiến dịch Mậu Thân, khi nhân vật Tôi đã lên lon đại úy, được thử lửa thực sự tại đô thành Sài Gòn và ra tận Huế đối đầu các sư đoàn cộng quân thiện chiến nhất.
Tuyến tường thuật tạm dừng ở tháng 02 năm 1970, nhân vật Tôi theo Lữ đoàn 01 Nhảy Dù hội quân với hai lữ đoàn 1&2 không kị Hoa Kỳ ở căn cứ hỏa lực nhảy dù Tây Ninh, chuẩn bị vượt biên sang đất Miên truy quét cứ điểm hậu cần Mặt Trận Giải Phóng.
| “                                                                        | Dấu Binh Lửa sống đến nay được 48 năm (1968 - 2016) và người viết vượt quá tuổi 70. Quả thật là một phép lạ qua chiến tranh, khổ nạn Việt Nam từ sự tồn tại của cuốn sách đến người lính viết nên những dòng chữ đầu đời nầy trong lửa đạn Mậu Thân Huế, 1968. Nay cuốn sách được thành hình với một chữ, nghĩa khác - Pháp Ngữ, ngôn ngữ mà bản thân tôi và các bạn hằng thấm sâu từ tuổi thơ ấu ở quê nhà, mỗi người mỗi cách, mỗi cường độ vì vẻ mỹ lệ, cao quý qua âm sắc, cấu trúc, văn phong, văn ý. Quả thật bản thân tôi không hề nghĩ ra phép lạ thứ hai nầy hiện thực; và nay chuyện thần kỳ trở thành sự thật từ những dòng chữ đầu tiên của anh Phan Văn Quan, tiếp nên chuyện ở Tòa Báo Sống có sự tham dự ngẫu nhiên/một cách cố ý của Nguyễn Xuân Nghĩa, và dần hoàn chỉnh với Bồ Đại Kỳ, qua hợp tác của cô thư ký Tôn Nữ Phan. Tôi không quá lời vì quả thật bản thân đang ở trong hoàn cảnh không thiết tha với bất cứ điều gì... Cho dù đây là cuốn sách viết bởi máu, nước mắt, nỗi đau có thật. Cô Thủy Tiên sắp có mặt ở Pháp, sẽ tiếp xúc với các bạn ở bên ấy và chắc sẽ có một bản in trong năm nay - Một năm Thân như lần ra đời của nó 48 năm trước. Có một điều kỳ thú là cuốn sách có liên hệ rất cụ thể với những người gốc xứ Huế, họ Phan. | ” |
| — Phan Nhật Nam, Thư ngỏ nhân Dấu Binh Lửa được dịch sang Pháp văn, 2016 | |   |

## Nội dung
Bản ấn loát tác phẩm Dấu binh lửa được chia thành 25 chương, kèm bài phi lộ.
Tác phẩm đặt nhân vật Tôi ở vị trí người quan sát, giống như một gã du đãng phiêu lưu khắp nẻo đường quê hương thời chiến loạn. Tuy nhiên, hình ảnh quê hương trong cơn binh lửa không bi hùng như các sản phẩm tuyên truyền chính trị, mà hiện lên bỏng gắt. Những con người trong tác phẩm hiện lên với đầy toan tính lạnh lùng, những sai lầm tuổi trẻ, sự bất chấp mọi luân lý để giữ cái mạng và cả nhu cầu tâm sinh lý tối thiểu giữa làn đạn. Tuy nhiên, tác phẩm cũng không bỏ qua những giá trị vĩnh cửu của văn hóa và tinh thần đã hun đúc nên xứ sở mang tên Việt Nam, và ngầm coi là cái tồn tại sau cùng trong chiến thắng vinh quang.
- Lời Mở Đầu

1. Chương 1: Sau tám năm ở lính
2. Chương 2: Đến đơn-vị mới
3. Chương 3: Những đường bay đầu-tiên
4. Chương 4: Người chết dưới chân Chúa
5. Chương 5: Trong cơn bi-phẫn
6. Chương 6: Một chịu-đựng lặng-lẽ
7. Chương 7: Nỗi sợ không cùng
8. Chương 8: Để tập làm người
9. Chương 9: Dưới chân đèo-mang
10. Chương 10: Những ngày gãy-vụn
11. Chương 11: Một nghề-nghiệp nguy-hiểm
12. Chương 12: Người giữ cửa thủ-đô
13. Chương 13: Lá cờ trong thành-phố
14. Chương 14: Về một thành-phố hư-hại
15. Chương 15: Những ngày thê-thảm
16. Chương 16: Những ngày dài trên quê-hương
17. Chương 17: Những tàn-phá thỏa-thuê
18. Chương 18: Nghĩ về người ở mật-khu nơi không sinh-khí
19. Chương 19: Quê-hương và người Huế
20. Chương 20: Nghĩ về một kẻ thù kiệt lực
21. Chương 21: Trong rừng cây lá xanh
22. Chương 22: Người chỉ-huy về già
23. Chương 23: Làm gì sau chiến-tranh (1)
24. Chương 24: Làm gì sau chiến-tranh (2)
25. Chương 25: Đi về hướng Tây...

## Ảnh hưởng
Ngay khi vừa phát hành, tác phẩm Dấu binh lửa chiếm kỉ lục về doanh thu và phải tái bản liên tục để đáp ứng nhu cầu độc giả. Bắt đầu từ cuốn này, tác giả Phan Nhật Nam cho ấn hành loạt "bi kí" dựa trên những gì ông quan sát và từng trải trong chiến sự, trở thành cây bút thượng hạng trong giới văn chương về đề tài chiến tranh. Sau sự kiện Tháng Tư Đen, Dấu binh lửa cùng mọi tác phẩm kí danh Phan Nhật Nam bị đem ra đường phố đốt trong "chiến dịch bài trừ văn hóa phẩm đồi trụy" năm 1978. Tuy nhiên, những ấn bản Dấu binh lửa khác vẫn tồn tại ở nhiều thư viện tư thục nên nội dung không hề mai một theo thời đại.
Còn theo nghiên cứu gia Vương Trí Nhàn, ngay từ năm 1972, ấn phẩm Dấu binh lửa cùng một số tác phẩm khác của giới văn bút Việt Nam Cộng hòa đã được các nhà văn gốc Hà Nội tìm đọc trong quá trình theo đoàn quân tiến vào khu vực thành thị miền Nam, sau đó đem ra Bắc mở những cuộc hội thảo nhỏ về phương thức sáng tác của giới văn bút phía Nam.
| “                                                             | Phan Nhật Nam viết liên tiếp sáu cuốn ký về chiến tranh. Đọc những điều ông kể, người dân nghe chuyện lính cũng lây luôn cái phẫn nộ, cái uất hận của ông. Lòng nào nghĩ đến cái “văn” trong những tác phẩm như thế. Mười lăm năm của một người lính Nhảy Dù, ông làm lính xứng đáng. Mười lăm năm trong lao tù cộng sản, ông làm một tù nhân can trường. Văn nghiệp mười năm của ông phản ảnh chỗ nhiệt tâm dũng mãnh, can trường, trong cuộc sống ấy. Cái “văn” của ông là ở đó. | ” |
| — Võ Phiến, Văn học Miền Nam: Tổng quan, California, Mĩ, 1987 | |   |

| “                                                                           | Tôi nhớ là trong những cuốn sách của nhà văn Dương Nghiễm Mậu thì tôi thấy rất rõ những lúc, trong thời kỳ đầu, Dương Nghiễm Mậu có nhiều suy nghĩ rất trừu tượng, trong 'Cũng đành', về vấn đề tồn tại như thế nào, mình có quyền hành động gì, sự lựa chọn đúng hay sai, mình đúng như thế nào, bản mệnh đã bị dày vò thế nào, đấy là phần đến rất sớm ở Dương Nghiễm Mậu, Thanh Tâm Tuyền và một số người khác. Về sau, khoảng sau 72, tôi được biết là Dương Nghiễm Mậu cũng có những tiểu thuyết như 'Con sâu', cũng đã diễn tả tâm trạng đời sống con người trước 75. Rất tiếc là tôi chưa được đọc cuốn này nhưng tôi được đọc nhiều bút ký ngắn của Dương Nghiễm Mậu tả những chuyến đi theo các đơn vị quân đội đến Tây Nguyên, ra Quảng Trị và nhân vật các sĩ quan trẻ trong đó, tôi thấy diễn tả được hết những đau đớn của con người, chứng kiến đất nước mình, lớp trẻ bị chết, bị thương, mất hết sự thiêng liêng của đời sống và bơ vơ không biết làm thế nào. Một tác giả nữa, mà khoảng năm 72, bọn tôi ở quân đội cũng rất xúc động, xôn xao lên là cuốn của Phan Nhật Nam, không phải cuốn nhiều người hay nói tới là cuốn 'Mùa hè đỏ lửa', diễn tả không khí chiến trường rất ác liệt, mà là cuốn trước đó, cuốn 'Dấu binh lửa'. Theo tôi, 'Dấu binh lửa' có giá trị rất lớn, vì nó cho thấy sự tan vỡ tâm hồn, tan vỡ đời sống tinh thần của người thanh niên lớn lên trong một đất nước chiến tranh. Từ chỗ là một người đầy nhiệt huyết, muốn biết, muốn hiểu, muốn đóng góp, muốn làm cái gì cho dân, cho xứ sở, biến thành người hư hỏng, chán ngán, không còn là mình nữa và biết là mình lội sâu vào trụy lạc, hư hỏng và con người trở nên trâng tráo, chai lỳ, bất nhẫn, Phan Nhật Nam kêu lên là mình không còn là mình nữa, mình đã đánh mất mình rồi, xã hội đã làm hỏng mình rồi. Tất cả những điều đó đều đọc được trong 'Dấu binh lửa'. Tôi nhớ là tôi hay nói chuyện với những nhà văn như Nguyễn Khải, Nguyễn Minh Châu, các anh đều công nhận rằng đọc cuốn sách này thấy rất rõ sự vận động tâm lý, vận động đời sống tinh thần của con người trong xã hội như thế và bọn tôi ghi nhận ngay cách diễn tả, cách viết rất trực tiếp và khả năng xử dụng tiếng Việt của Phan Nhật Nam trong 'Dấu binh lửa' ở một tác phẩm có tính chất tự thú như thế. Sau này Bảo Ninh có viết 'Nỗi buồn chiến tranh', đọc 'Nỗi buồn chiến tranh' tôi lại nhớ đến 'Dấu binh lửa' và tôi có đưa cho anh Bảo Ninh xem, Bảo Ninh nói với tôi: Nếu tôi đọc cuốn 'Dấu binh lửa' này thì có lẽ tôi sẽ viết khác đi. Tôi có cảm tưởng rằng đây là một trong những cuốn sách viết về chiến tranh mà bọn tôi ghi nhớ mãi và cho rằng ở chỗ đó, nó thể hiện đầy đủ những đóng góp của Văn học miền Nam, tức là ghi nhận được trạng thái nhân thế, tinh thần của con người một thời, tất cả những đau đớn, vật vã của con người trong một hoàn cảnh phi nhân văn và chính từ đó chúng ta có thể giải thích tất cả những biến động trong đời sống từ sau 75 đến nay. | ” |
| — Thụy Khuê, Nói truyện với nhà phê bình Vương Trí Nhàn về Văn học miền Nam | |   |

## Liên kết
1. ↑  Dấu Binh Lửa và Phan Nhật Nam - kỉ niệm một thời chinh chiến
2. ↑  Truyện đời lính
3. ↑  Thụy Khuê, Nói truyện với nhà phê bình Vương Trí Nhàn về Văn học miền Nam

### Tư liệu
- Với "một người lính viết văn" Phan Nhật Nam (Hoàng Lan Chi)
- Cảm nhận về Dấu binh lửa của Phan Nhật Nam (Bắc Đẩu Võ Ý)
- Từ Dấu binh lửa tới Tù binh và hòa bình
- Đọc Mùa chinh chiến ấy (Đoàn Tuấn) và Dấu binh lửa (Phan Nhật Nam) : Là người lính, họ có điểm tương đồng (Nguyễn Thị Hải Hà)
- Phan Nhật Nam - Hè vẫn còn đỏ lửa